# Џанг Цији
Џанг Цији (кин: 章子怡, енгл. Zhang Ziyi) кинеска је глумица и модел, рођена 9. фебруара 1979. у Пекингу. Једна је од најпознатијих глумица у Кини, а њена популарност је достигла и светске размере. Главна улога у филму „Путовање кући“ (我的父亲母亲, Wo de fuqin, muqin, 1999) била је одскочна даска за даљи развој њене каријере, а светску славу стекла је улогама у филмовима: „Притајени тигар, скривени змај“ (卧虎藏龙, Wo hu cang long, 2000), „Херој“ (英雄, Yingxiong, 2002), „Гас до даске 2“ (Rush Hour 2; 2002), „Мемоари једне гејше“ (Memoirs of a Geisha, 2005), „Кућа летећих бодежа“ (十面埋, Shi mian mai fu, 2006). О њеном глумачком умећу и интернационалном успеху сведоче престижне награде и признања која је добила.

## Биографија
Џанг Цији је рођена и одрасла у Пекингу у грађанској породици. Отац јој је био економиста, а мајка васпитачица у вртићу. Има и старијег брата, са којим је веома блиска. Као девојчица била је веома мршава и слабашна, па су је родитељи, страхујући за њено здравље, уписали у плесну школу. Тако она са 8 година почиње да тренира традиционални кинески плес и гимнастику како би побољшала здравље и ојачала мишиће. Када је напунила 11 година, опет на наговор родитеља, уписује престижну Пекиншку Плесну академију. У школи је показивала добре резултате, али је била незадовољна односима међу ученицима, између којих су владали нетрпељивост и непријатељство, као и стална борба за популарност и наклоност професора. Четири године касније осваја прво место на Националном такмичењу у плесу за младе. У то време почиње да се појављује у многобројним хонгконшким телевизијским рекламама. Због резултата који су обећавали успешну плесачку каријеру, нашла се под великим притиском са свих страна, те је своја интересовања и амбиције преусмерила на глуму. Са 17 година одлучује да престане да се бави плесом и уписује Пекиншку Драмску академију.

## Глумачка каријера
Џанг Цији 1996. добија своју прву улогу у нискобуџетном ТВ филму „Звездана светлост“, где глуми младу плесачицу чији су снови и наде да ће остварити успешну плесачку каријеру срушени након што јој доктори дијагностикују рак и бивају принуђени да јој ампутирају ногу. Након те улоге Цији почиње да се појављује на насловним странама многих локалних часописа, а истовремено снима и нове рекламе. Године 1998. открива је реномирани редитељ Џанг Јимоу (Zhang Yimou). Наиме, Џанг је отишла на аудицију како би добила улогу у реклами за шампон, која је требало да буде режирана од стране успешног и цењеног Џанг Јимоуа. Оно чега Џанг тада није била свесна је да је он тражио главну глумицу за једно од својих будућих остварења. Реклама на крају није ни снимљена, али је редитељ био толико очаран њом да јој даје главну улогу у свом филму „Путовање кући“. Филм је освојио Сребрног медведа у Берлину 2000. године, а младој глумици отворио врата филмске индустрије. Улога у овом филму јој је до данас омиљена улога јер, према њеним речима, тада није знала ништа о самом процесу снимања филма и природност коју је имала у то време је тешко поновити.
Цији 2000. године добија улогу у филмском хиту тајванског редитеља Анг Лија „Притајени тигар, скривени змај“. Анг Лију је за ту улогу њу препоручио Џанг Јимоу. Глумила је девојку која тајно учи борилачке вештине, што је захтевало напорне тренинге и доста припреме. Занимљиво је да Цији никада није тренирала борилачке вештине, али јој је за многобројне акционе сцене управо помогло дугогодишње тренирање плеса. Према њеним речима, ово је био један од најтежих периода у њеном животу јер није била сигурна може ли да изнесе улогу до краја. Анг Ли је касније изјавио да је она највреднија од свих глумица са којима је сарађивао и да је била способна да испуни сваки тежак задатак. Филм је постао интернационални хит, а незапамћену популарност постигао је у Америци, где до данас представља комерцијално најуспешнији страни филм. Од тада креће њен успон као светске звезде и непрестано добија понуде из Холивуда. Прву улогу у холивудском филму одиграла је 2001. године у филму „Гас до даске 2“. У то време још није говорила енглески, па јој је у савлађивању језика много помогао колега и сународник Џеки Чен. Током снимања овог филма увидела је разлику између начина рада у Кини и у САД-у. Филм јој је био велико искуство, али је изјавила да никада не би могла да остане у САД, између осталог и због недостатка добрих улога за Азијаткиње. Након тога враћа се у Кину и прихвата бројне понуде из Азије. Године 2001. добија споредну улогу у филму Цуија Харка „Ратници Зу“, а затим и у јужнокорејском блокбастеру „Пустињски ратник“. Овај филм је био до тада најскупљи филм јужнокорејске кинематографије.
Наредне године редитељ Џанг Јимоу је позива да глуми у његовом новом филму „Херој“. Филм је добио одличне критике и био номинован за Оскара у категорији за Најбољи страни филм. Иако је имала споредну улогу, глума у овом филму донела јој је додатну популарност и нове понуде из Холивуда, али она је све те понуде одбијала. Цији 2003. добија главну улогу у авангардној драми „Љубичасти лептир“ (紫蝴蝶, Zi hudie). То је њена прва сарадња са Лоу Јеом (Lou Ye), редитељем Шесте генерације. Филм је приказан на Канском фестивалу, а критике су углавном биле негативне. Исте године појављује се у јужнокорејском филму „Моја жена је гангстер 2“.
Година 2004. је била значајна за развој њене каријере. Снимила је три врло успешна филма и за сваки од њих добила признања и награде. Први од њих је Вонг Кар Ваијев „2046“, за који је Цији добила награду за најбољу глумицу на Филмском фестивалу у Хонгконгу. Рад на овом филму било је потпуно ново искуство за њу, с обзиром на то да је Вонг Кар Ваи (Wong Kar Wai) познат по томе што нема готов сценарио за своје филмове. Сваки дан Цији би добила пар листова на којима је био руком исписан текст који је требало да научи за тај дан. Није знала у ком правцу ће се развијати њен лик, ни шта ће се даље дешавати, али је редитељ сваки дан разговарао са њом и учествовао у грађењу лика. Касније је изјавила да јој је Бај Линг (Bai Ling) један од омиљених ликова које је глумила. По трећи пут сарађује са Џанг Јимоуом у филму „Кућа летећих бодежа“. Ова трагична прича смештена је у династију Танг и иако филм обилује акционим сценама, у основи је необична љубавна прича. Цији је глумила слепу девојку, па је да би се боље припремила за улогу три месеца живела са девојком која је услед тумора на мозгу изгубила вид. За овај филм отпевала је и песму из класичне кинеске поезије, чиме је показала и музички таленат. Филм „Јасминов цвет“ (茉莉花开, Мо li huа каi, 2004), у коме је тумачила три различита лика, донео јој је најпрестижнију награду коју глумица може да добије у Кини. Филм прати судбину једне породице кроз животе баке, мајке и ћерке, приказује њихове односе и грешке које свака од њих прави. Филм је заснован на Су Тонговом роману "Живот жена". Цији 2005. добија улогу у јапанском филму „Принцеза Ракун“, легендарног редитеља Сеиђун Сузукија (Seijun Suzuki). У питању је мјузикл који говори о љубави јапанског принца Амећија и Танукихиме, ракуна који је добио људски облик. За потребе овог филма, Цији је провела извесно време у Токију, где је усавршавала своје глумачке, али и певачке способности. Следеће године глуми у јапанском филму рађеном по светском бестселеру „Мемоари једне гејше“ заједно са Гонг Ли и Мишел Јо. Око филма се подигла велика прашина и постао је предмет контроверзи због чињенице да Кинескиње тумаче ликове гејши. За ово остварење Цији је номинована за награду Златни Глобус, награду Удружења филмских глумаца и БАФТА награду. Године 2006. се појављује у улози царице Ван у филму „Банкет“ (夜宴, Ye Yan), чија је радња смештена у време династије Танг, где окосницу филма чини жестока борба за престо између младог наследника, коме је отац убијен, његовог стрица и младе царице, која је заљубљена у престолонаследника. Цији 2007. даје глас лику Караи у анимираном филму „Нинџа корњаче“. У истоименом филму о чувеном певачу кинеске опере Меи Ланфангу (梅兰芳, Mei Lanfang) 2008. године тумачи главну женску улогу. У јулу 2010. године најављена је играна адаптација чувене кинеске легенде „Мулан“ под редитељском палицом Жана де Болта, али су сви радови прекинути због недостатака финансијских средстава. Следеће године глуми у трагичном филму који се бави проблемом сиде у Кини „Љубав према животу“ (最爱, Zui ai) заједно са познатим глумцем Ароном Квоком. У питању је љубавна прича о двоје младих који оболевају од сиде у сиромашном селу у кинеској провинцији након што заједно са још неколицином људи из села продају крв локалном бизнисмену. Септембра 2012. године премијерно је приказан филм у кинеско-корејској копродукцији рађен по француском роману Les Liaisons Dangereuses „Опасне везе“ (危险关系, Weixian guanxi), који осликава Кину 30-их година прошлог века и где Цији глуми заједно са Сесилијом Ченг и Џанг Донг-гун. Радња је смештена у Шангај, где утицајна дама из високог друштва замоли свог бившег партнера да заведе младу девојку како би се осветила. Наредне године Џанг Цији оживљава лик Гонг Ер, ћерке чувеног мајстора борилачких вештина, у Вонг Кар Ваијевом остварењу „Велики учитељ“ (一代宗师, Yidai zongshi) који представља филмски првенац о борилачким вештинама познатог хонгконшког редитеља. Филм је заснован на животу мајстора винг чуна (врста борилачких вештина) и учитеља Брус Лија, Ип Мана. У априлу 2013. године најављена је као члан жирија у музичком такмичењу „Први глас Кине“, а следећег месеца исте године појављује се на Канском фестивалу као почасни судија. Недавно је завршила снимање романтичне комедије „Моја срећна звезда“ (非常幸运, Feichang xingyun).

## Награде и признања
Џанг Цији свој први успех бележи са само 15 година када побеђује на Националном такмичењу у плесу за младе. Ова победа била је најава блиставе каријере младе Џанг, која ће у наредним годинама постати светски позната глумица. За свој други филм „Путовање кући“ добија награду за најбољу глумицу на Фестивалу стотину цветова (大众电影百花奖, Dаzhоng Diаnyиng Ваihuа Jiаng) 2000. године. Исте године је била номинована и за награду Златни петао за улогу у овом филму. Интернационални успех филма „Притајени тигар, скривени змај“ винуо је у сам врх светске глумачке сцене и донео јој бројне награде и номинације: награду за најбољу споредну улогу коју додељује Асоцијација филмских критичара Хонгконга, номинацију за награду Асоцијације филмских критичара Торонта 2001. године, а такође и номинацију за БАФТА награду у истој категорији.. Улога у овом филму јој је донела светску славу и бројне позитивне критике. За овај филм је добила филмску награду МТВ-а за најбољу филмску сцену борбе, као и награду Асоцијације младих глумаца за најбољу младу глумицу у интернационалном филму. Улога у филму „Херој“ донела јој је још једну номинацију на филмском фестивалу у Хонгконгу, овог пута за најбољу споредну женску улогу.
За следећи филм, „2046“ (2004) добија награду за најбољу глумицу од стране филмских критичара Хонгконга, као и номинацију за Златног коња. Улога у овом филму донела јој је наредне године још једну награду за најбољу глумицу на још једном филмском фестивалу, који се такође одржава у Хонгконгу, а Национално удружење филмских критичара САД доделило јој је признање за најбољу споредну улогу 2006. године. Џанг Цији је 2004. бриљирала у филму „Јасминов цвет“ што јој је донело Златног петла за најбољу женску улогу. Још једна њена запажена улога је у филму „Кућа летећих бодежа“ (2004) за који је добила награду за изузетно глумачко умеће на филмском фестивалу Хуабијао (中国电影华表奖, Zhоngguо Diаnying Huаbiао Jiаng) 2005. године. Овај филм јој је донео номинацију за најбољу глумицу на Фестивалу стотину цветова 2006. Своје глумачко умеће је још једном доказала у филму „Мемоари једне гејше“ (2005) за који је номинована за Златни глобус у категорији за најбољу глимицу. Улога у овом филму донела јој је номинацију Филмске академије Велике Британије, номинацију за БАФТА награду за најбољи перформанс главне глумице, као и трећу награду за најбољу глумицу од стране филмских критичара Њујорка. Цији је 2005. године проглашена за једну од 50 најлепших људи по избору магазина Пипл. Исте године септембра месеца била је једно од водећих лица на отварању Дизниленда у Хонгконгу заједно са Џеки Ченом, Ендијем Хуијем (Andy Hui) и Пејџ О'Харом (Paige O'Hara). Цији исте године добија позив од америчке Академије филмских уметности и наука САД да буде члан жирија на додели Оскара. Част која јој је указана овим позивом, као и чињеница да је била једини члан жирија из Кине те године, говори у прилог чињеници је Цији већ са 26 година учврстила свој статус светски признате глумице. Штавише, Цији је 2006. позвана да буде члан жирија на Канском филмском фестивалу и тиме је постала најмлађи члан жирија свих времена. За филм  „Банкет“ је номинована за најбољу глумицу на Азијском филмском фестивалу 2007. године, а 2008. је добила признање за изузетан допринос кинеској кинематографији на Интернационалном филмском фестивалу у Шангају. Успеси се нижу један за другим. На филмском фестивалу Хуабијао 2009. осваја награду за изврсну глумицу у филму „Меи Ланфанг”, који јој такође доноси номинацију за Златног коња у категорији за најбољу женску улогу, док је за филм „Љубав према животу“ освојила награду на филмском фестивалу у Риму 2011. године, као и награду за најбољу глумицу, коју су јој доделили филмски критичари Шангаја. Једно од њених најновијих остварења, филм „Велики учитељ“ (一代宗师, Yi dai zong shi, 2013) јој доноси Златног коња на филмском фестивалу на Тајвану.
Цији је добила почасно држављанство Хонгконга због доприноса свету глуме. Глумица је такође и амбасадор филма у Сингапуру заједно са чувеним режисером Оливером Стоуном. Године 2006. постала је један од глобалних амбасадора Специјалног Олимпијског покрета у склопу Олимпијске асоцијације, а такође помаже деци без родитељског старања у оквиру организације „Брига за децу”. Познати је добротвор и поклонила је доста новца у хуманитарне сврхе.

## Комерцијални успех
Џанг Цији је 2009. године изабрана као заштитно лице светског бренда Емпорио Армани (Emporio Armani), који је синоним за високу моду и престиж. Овај анганжман је био пропраћен агресивном маркетиншком кампањом у виду билборда широм Кине у јеку промоције колекције пролеће-јесен 2009. године. Услед новчаног скандала у којем се нашла 2009. промотивни постери нагло су уклоњени у Кини, као и из скоро свих радњи које припадају широком ланцу овог реномираног бренда. Спекулисало се да је овај бојкот последица скандала у вези са проневером новца у који је била укључена, али су челници модне куће Армани демантовали ове наводе појединих медија и изнели тврдње да је разлог овоме прилично једноставан и да се ради о истеку уговора.
Лепа глумица је била заштитно лице познатих козметичких кућа: Пантен (Pantene), Гарније (Garnier), Мејбилин (Maybelline), Омега сатова (Omega Watches), као и компаније Виза (Visa). Цији је такође била заштитно лице Кока-коле (Coca Cola), а један од најуноснијих уговора који је потписала био је са аутомобилском кућом Мерцедес Бенц (Mercedes Benz).

## Приватни живот
Убрзо након њеног извођења у Џанг Јимоуовом „Путовању кући“ јављају се гласине о могућој афери младе глумице са редитељем. Јимоу је пре тога био на мети новинара због наводне везе са глумицом Гонг Ли, коју је редитељ открио на сличан начин и са којом је Цији одмах поређена. Међутим, ове гласине на крају нису потврђене. У том периоду се млада глумица забављала са унуком хонгконшког тајкуна. У јулу 2008. године Џанг Цији потвђује гласине да је у вези са милијардером америчко-израелског порекла Авивом Невом, са којим се и верила. Пар је остао заједно до 2010. а разлог раскида су, како она каже, различити погледи на будућност. Глумица је одгајана у традиционалној кинеској породици, са пуно љубави и разумевања и очекује да такав склад постоји и у њеној будућој породици, око чега се очигледно није сложила са Авивом. Њен највећи сан је породица са пуно деце и живот у мирном окружењу, а за то још увек чека оног правог. Године 2012. је била у вези са водитељем националне кинеске телевизије CCTV Са Беинингом (Sa Beining), а у новембру ове године на додели награде Златни коњ у Хонгконгу је потврдила да је у вези са рок певачем Ванг Фенгом (Wang Feng).
За глумичин живот се везују многе контроверзе. Децембра 2009, постери глумице испред њеног стана у Пекингу су били прекривени спрејом и уништени. Овај инцидент у Кини назван је Ink Splash Gate. Јануара 2011. званичник Џао Сињу (Zhao Xinyu) открио је јавности да је ово била казна глумици због афере са ожењеним бизнисменом, иако ове гласине никада нису потврђене. Џанг Цији је исте године оптужена да је починила проневеру новца фондације новца жртвама земљотреса у Сечуану. За време овог земљотреса, Џанг Цији је присуствовала филмском фестивалу у Кану. Након сазнања о несрећи, изјавила да ће донирати милион америчких долара жртвама земљотреса. Међутим, у регистру фонда стоје подаци о суми од 840.000 јуана (око 1300 америчких долара). Случај још увек није разјашњен. Почетком 2012. године, глумица поново се нашла на мети жуте штампе. Наиме, она је оптужена да се бавила елитном проституцијом током протеклих десет година. Глумица је убрзо након тога изјавила да ће сви укључени у ширење неистина у вези њене умешаности у проституцију бити оштро кажњени. Гласине о њеној наводној афери са бизнисменом и познатим политичарем Бо Силајем (Bo Xilai),, који тренутно служи затворску казну због злоупотребе положаја, проневере и корупције, завршиле су се његовим јавним извињењем глумици. Цији је такође тужила и новине Apple Daily Next magazine из Хонгконга и суђење је завршено у њену корист новембра 2013. године.

## Филмографија
| Година | Назив                             | Режисер                          | Улога                        | Жанр                         |
| ------ | --------------------------------- | -------------------------------- | ---------------------------- | ---------------------------- |
| 1996   | Звездана светлост (Xing xing dian deng)              | Суен Венсјуе (Sun Wenxue)                  | Чен Веј (Chen Wei)                   | Драма                        |
| 1999   | Пут кући (Wo de fu qin mu qin)                       | Џанг Јимоу ()                    | Млада Џао Ди (Young Zhao Di)              | Романтична драма             |
| 2000   | Притајени тигар, скривени змај (Wo hu cang long) | Анг Ли (Ang Li)                        | Ђен Ју (Jen Yu)                    | Акциона драма                |
| 2001   | Гас до даске 2 (Rush Hour 2)                 | Брет Ратнер (Brett Ratner)                   | Ху Ли (Hu Li)                     | Акциона комедија             |
| 2001   | Ратници Зу (Shu shan zheng zhuan)                     | Суи Харк (Tsui Hark)                      | Џој (Joy)                       | Акциона фантазија            |
| 2001   | Пустињски ратник (Musa)               | Ким Сунг Су (Kim Sung-su)                   | Принцеза Бу Јонг ()          | Историјска акциона драма     |
| 2002   | Херој (Ying xiong)                          | Џанг Јимоу ()                    | Месец (Moon)                     | Историјска акциона драма     |
| 2003   | Љубичасти лептир (Zi hudie)               | Лоу Је (Lou Ye)                        | Синтија/Динг Хуеј (Cynthia/Ding Hui)         | Ратна историјска драма       |
| 2003   | Моја жена је гангстер 2 (Jopog manura 2: Dolaon jeonseol)        | Ђонг Хенг Сун (Jeong Heung-sun)                 | Вођа гангстера (Gangster boss)            | Криминална акциона комедија  |
| 2004   | 2046                              | Вонг Кар Вај ()                  | Бај Линг ()                  | Романтична драмска фантазија |
| 2004   | Кућа летећих бодежа (Shi mian mai fu)            | Џанг Јимоу ()                    | Меи (Mei)                       | Акциона авантуристичка драма |
| 2004   | Јасминов цвет (Mo li hua kai)                  | Хоу Јонг ()                      | Млада Мо/Ли/Хуа (Young Mo/Li/Hua)           | Романтична драма             |
| 2005   | Принцеза ракун (Operetta tanuki goten)                 | Сеиђун Сузуки (Seijun Suzuki)                 | Принцеза Ракун (Tanukihime)            | Комично-фантастички мјузикл  |
| 2005   | Мемоари једне гејше (Memoirs of a Geisha)            | Роб Маршал (Rob Marshall)                    | Сајури Нита/Чијо Сакамото (Sayuri Nitta/Chiyo Sakamoto) | Романтична драма             |
| 2006   | Банкет (Ye yan)                         | Фенг Сјаоганг (Feng Xiaogang)                 | Царица Ван (Empress Wan)                | Акциона фантастичка драма    |
| 2007   | Нинџа корњаче (TMNT)                  | Кевин Монро (Kevin Munroe)                   | Караи (Karai)                     | Анимирана акциона авантура   |
| 2008   | Меи Ланфанг (Mei Lanfang)                    | Чен Каиге (Chen Kaige)                     | Менг Сјаодунг (Meng Xiaodong)             | Биографска историјска драма  |
| 2009   | Јахачи апокалипсе (Horsemen)              | Јонас Окерлунд (Jonas Åkerlund)                | Кристин (Kristen)                   | Криминална драмска мистерија |
| 2009   | Софина освета (Fei chang wan mei)                  | Ђин Јименг (Jin Yimeng)                    | Софи ()                      | Романтична комедија          |
| 2009   | Оснивање републике (Jian guo da ye)             | Хан Санпинг (Han Sanping), Хуанг Ђјасјин (Huang Jianxin) | Гонг Пенг (Gong Peng)                 | Историјска драма             |
| 2011   | Љубав према животу (Mo shu wai zhuan)             | Гу Чангвеј (Gu Changwei)                    | Шанг Ћинћин (Shang Qinqin)               | Романтична драма             |
| 2012   | Опасне везе (Weixian guanxi)                    | Хур Ђин Хо (Hur Jin-ho)                    | Ду Фењу (Du Fenyu)                   | Романтична драмска мистерија |
| 2013   | Велики учитељ (Yi dai zong shi)                  | Вонг Кар Вај ()                  | Гонг Ер (Gong Er)                   | Биографска акциона драма     |
| 2013   | Све боље и боље (Yue lai yue hao zhi cun wan)                | Џанг Јибај (Zhang Yibai)                    | Меј (Mei)                       | Романтична комедија          |
| 2013   | Моја срећна звезда (My Lucky Star)             | Дени Гордон (Dennie Gordon)                   | Софи ()                      | Авантуристичка комедија      |